# Jurisprudência

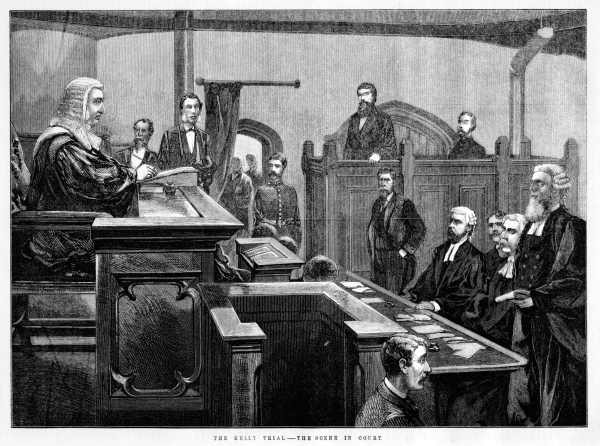
Um julgamento. Gravura britânica do século XIX.

Jurisprudência (do latim: jus "justo" + prudentia "prudência") é o termo jurídico que designa o conjunto das decisões sobre interpretações das leis feitas pelos tribunais de uma determinada jurisdição.

## Origem
A jurisprudência surgiu com o direito romano, mas ganhou importância com o common law inglês, que foi desenvolvido para ir contra os costumes locais que não eram comuns. Para combater isso, o rei enviava juízes que presidiam os júris e constituiu um sistema de regras e tribunais separados. O direito inglês apresenta-se como direito jurisprudencial, como um direito casuístico, ou case law, em que predomina a regra do precedente, temperada pela aplicação do princípio da equidade.

## Conceito
A jurisprudência pode ser conceituada tanto em termos gerais quanto pela ótica do caso particular. 
Sob a primeira perspectiva é definida como o conjunto das soluções dadas pelos tribunais as questões de direito. Para a segunda, denomina-se jurisprudência o movimento decisório constante e uniforme dos tribunais sobre determinado ponto do Direito. 
Para Marcel Nast, Professor da Universidade de Estrasburgo, na França, a Jurisprudência possui, na atualidade, três funções muito nítidas, que se desenvolveram lentamente: uma função um tanto automática de aplicar a lei; uma função de adaptação, consistente em pôr a lei em harmonia com as ideias contemporâneas e as necessidades modernas; e uma função criadora, destinada a preencher as lacunas da lei. Nos tempos modernos o conceito termina por se afigurar como a causa mais geral da formação dos costumes jurídicos.
Um aprofundamento teórico
Para o acadêmico Dimitri Dimoulis, a Jurisprudência representa fonte escrita do Direito; e para que possamos compreendê-la em sua inteireza, deve ser realizada uma distinção entre três figuras decisórias emanadas pelo Poder Judiciário (decisão isolada, jurisprudência assentada e súmula).
I - Decisão isolada
O Direito funciona por uma mecânica impositiva. Dizer isso significa que ele não se limita apenas a ordenar e prescrever comportamentos, mas utiliza-se também de sanções no caso de descumprimento da norma. 
Desta mesma maneira impositiva são solucionados os conflitos de Direito levados ao Poder Judiciário. Assim, afirma-se que os tribunais resolvem as controvérsias jurídicas a eles encaminhadas de forma definitiva; ou seja, possuem a “última palavra”. Caso um ordenamento jurídico não funcionasse dessa maneira, a aplicação do Direito seria impossível.
Quando essa decisão judicial - que representa a “última palavra” - não pode mais ser derrubada via instrumento jurídico recursal, passa a ser considerada e a possuir força de coisa julgada.
Torna-se latente a relevância da Jurisprudência enquanto elemento de constituição do Direito e de condição precípua para a sua aplicação/fruição. Extrai-se também que as decisões dos Tribunais possuem caráter vinculativo para as partes litigantes; e mediante seu poderio decisório terminam por criar normas jurídicas individuais aplicáveis a casos concretos.
II - Jurisprudência assentada
A jurisprudência assentada compreende um conjunto de decisões uniformes dos tribunais, proveniente de uma aplicação uniforme de um mesmo conjunto de normas a casos semelhantes. 
Caso tribunais distintos decidirem por um largo período de tempo de uma maneira semelhante, o grau vinculativo desse posicionamento será muito maior que o da decisão isolada. Quando isso ocorre, temos a existência de uma jurisprudência assentada, que diferentemente da decisão isolada, desempenha uma função muito mais integradora do Direito, pacificando o entendimento interpretativo do direito vigente.
Por mais que exista uma jurisprudência assentada/dominante sobre uma determinada questão jurídica, nada impede que no futuro, um tribunal venha a decidir de uma maneira distinta. Contudo, por comprometerem a segurança jurídica e a própria autoridade do Poder Judiciário , modificações jurisprudenciais efetuadas por tribunais inferiores são algo extremamente raro.
Assim e na  prática, a existência de uma jurisprudência assentada afeta substancialmente o modo pelo qual futuros tribunais decidirão casos abarcados pela jurisprudência existente.
III - Súmulas
A segurança jurídica afigura-se enquanto elemento imprescindível para a consecução das finalidades do Estado de Direito Moderno. A contribuição dos tribunais a esse princípio norteador do ordenamento jurídico constitucional ocorre pela uniformização da jurisprudência via publicação de súmulas de jurisprudência predominante.
Por configurarem-se enquanto proposições que dizem respeito a interpretação do direito como resultado de uma jurisprudência assentada, as súmulas formalizam juridicamente as teses jurídicas corroboradas pelos tribunais. 
É o que se percebe no caput do artigo 479 do Código de Processo Civil: o julgamento, tomado pelo voto da maioria absoluta dos membros que integram o tribunal, será objeto de súmula e constituirá precedente na uniformização da jurisprudência.
Por mais que possuam um grau alto de importância, as súmulas não vinculam de maneira plena os tribunais que as emitem e os tribunais a eles inferiores. Tal assertiva decorre da premissa teórica de que a atividade judicial dos juízes brasileiros reside em interpretar e aplicar as normas gerais do ordenamento jurídico. Ou seja, não tem o poder para criar essas normas gerais, nem tampouco para vincular plenamente os demais membros do Poder Judiciário.
Contudo, na prática vislumbra-se uma tendência generalizada de respeito a súmula que corrobora uma jurisprudência dominante. Isso explica melhor a constatação empírica de as súmulas serem publicadas não somente nas coletâneas de jurisprudência mas também nas de legislação; cumprindo salientar que a existência de uma súmula não impede que no futuro uma lei disponha entendimento contrário ao que ela denota.

## Jurisprudência na prática do Direito
É nítida a importância da jurisprudência na prática do Direito. O advogado precisa deste recurso para embasar e fundamentar casos. Para isso, é indispensável ter acesso às diversas decisões tomadas pelos tribunais diariamente no Brasil todo. Segundo dados do CNJ, mais de 80 milhões de processos tramitavam no Judiciário brasileiro no ano de 2017, o que deixa claro o volume de informação disponibilizada pelos Diários Oficiais e de Justiça diariamente, demonstrando que não é uma tarefa simples encontrar a jurisprudência certa para cada caso. 
É pensando nisso, que empresas especialistas em monitoramento de dados oficiais, fornecem jurisprudências em bancos de dados categorizados que permitem aos advogados buscar informações por meio de termos (palavras-chave) e oferecem filtros avançados como período, área do Direito e tribunais. A empresa Advise, por exemplo, afirma que seu banco de dados possui mais de 20 milhões de decisões arquivadas desde 1988 e filtros que permitem uma busca mais rápida e eficiente.
Vivemos a Era da Informação. A quantidade de dados públicos disponíveis é imensa. Neste contexto, a necessidade dos advogados serem mais assertivos e economizarem tempo cresce em uma velocidade cada vez maior. Na prática, torna-se impossível não contar com soluções tecnológicas para ser ágil na busca por decisões judiciais e outros dados de domínio público.